# Bisdom Ciudad del Este

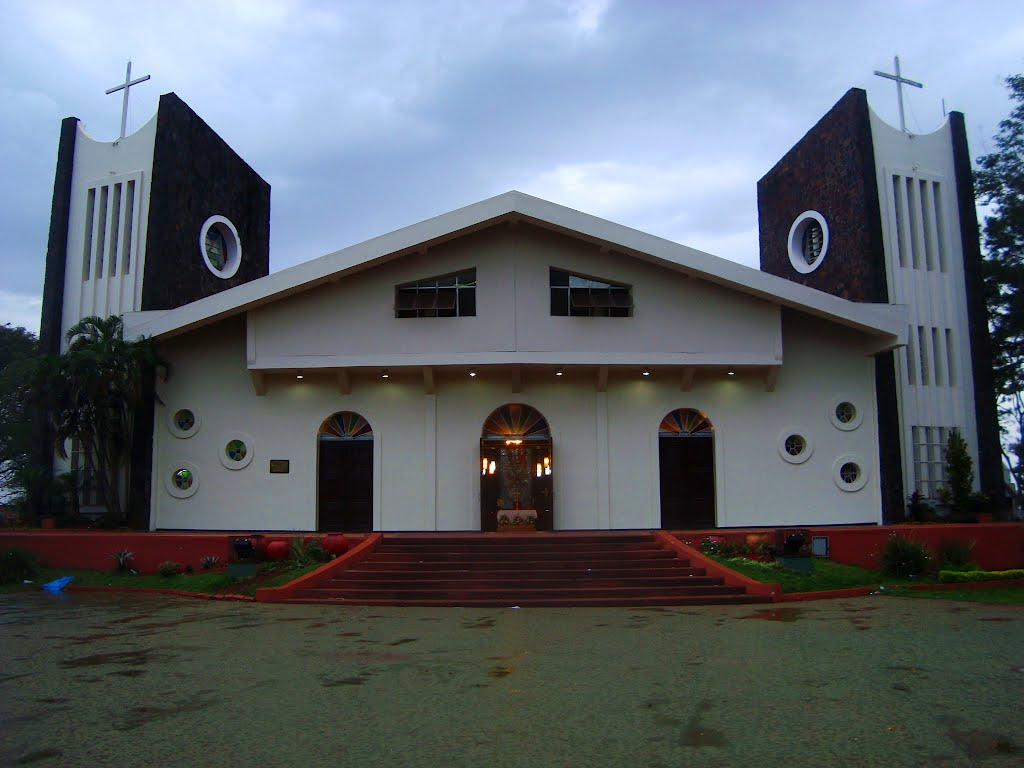
De kathedraal van Ciudad del Este

Het bisdom binnen Paraguay

Het bisdom Ciudad del Este (Latijn: Dioecesis Urbis Orientalis) is een rooms-katholiek bisdom met als zetel Ciudad del Este in Paraguay. Het bisdom is suffragaan aan het aartsbisdom Asunción.
In 1968 werd de territoriale prelatuur Alto Paraná opgericht en in 1993 werd dit een bisdom. In 2001 kreeg het bisdom de naam Ciudad del Este naar de zetel van de bisschop.
In 2021 telde het bisdom 50 parochies. Het bisdom heeft een oppervlakte van 29.562 km2 en telde in 2021 1.081.00 inwoners waarvan 95,8% rooms-katholiek was. 

## Bisschoppen
- Franciszek Cedzich, S.V.D. (1968-1971)
- Augustín Van Aaken, S.V.D. (1972-1990)
- Eustaquio Pastor Cuquejo Verga, C.SS.R. (1990-1992)
- Oscar Páez Garcete (1993-2000)
- Ignacio Gogorza Izaguirre, S.C.I. di Béth. (2001-2004)
- Rogelio Ricardo Livieres Plano (2004-2014)
- Heinz Wilhelm Steckling, O.M.I. (2014-)